# Městské opevnění (Kadaň)

Plánek historického opevnění

Městské opevnění v Kadani patřilo k nejmohutnějším v Českém království. Počátky jeho budování v Kadani jsou datovány do druhé poloviny 13. století. Přestože v první polovině 19. století docházelo k rozsáhlým asanacím, velká část původní středověké fortifikace se přesto dochovala. V roce 2019 provedlo město rekonstrukci hradeb.

## Hradební systém
Výstavba opevnění centrální části městské aglomerace tzv. Starého Města v Kadani byla silně ovlivněna terénními dispozicemi. Staré Město v Kadani stojí na strategické vyvýšenině, která je zčásti tvořena rulovou skálou. Z jihu je město chráněno tokem řeky Ohře. Na východě pak tekla říčka Bystřice (ta byla ve druhé polovině 20. století svedena do potrubí). Opevnění tvoří nepravidelný obdélník o rozměrech z jihu na sever přibližně 500 metrů a od východu na západ okolo 350 metrů. Srdcem opevnění Starého Města je Kadaňský hrad. Důležitou funkci hlavní strážní věže plnila, téměř ve středu města příhodně umístěná, radniční věž.
Staré město bylo obehnáno třemi pásy hradeb, přičemž v úseku při řece Ohři byly pouze dva pásy. Ty však byly vystavěny přímo na skále, což zvyšovalo jejich pevnost. Opevnění bylo prolomeno celkem čtyřmi hlavními branami, tedy Žateckou, Vodní, Svatou a Prunéřovskou branou, a menší Katovou brankou. Hlavní brány byly chráněny také mohutnými předbraními, například je dochováno předbraní Žatecké brány ve formě rozsáhlého barbakánu. Mezi městskými branami bylo rozmístěno na tři desítky obranných bašt a věží, mezi nejvýznamnějšími zachované patří Minoritská, či Špitálská bašta. Účinnost obrany byla též významně podpořena tím, že hradby jsou opatřené tzv. hradebním parkánem, nazývaným též Zwinger. V prostoru před hradebními pásy vznikl také dvojitý zděný příkop.
Od 15. století měla Kadaň opevněna také svá předměstí.

## Historie

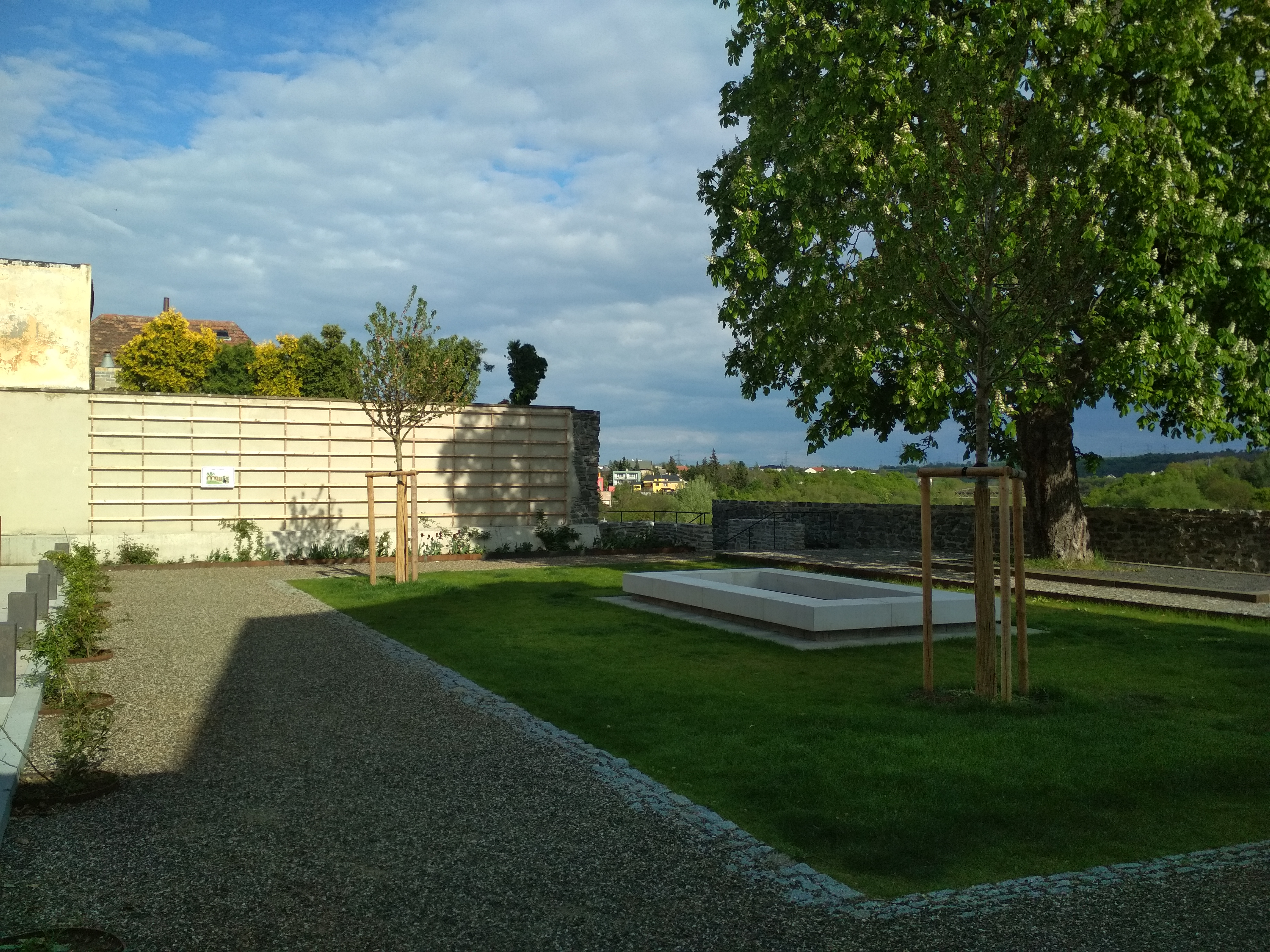
Městské opevnění po rekonstrukci v roce 2020

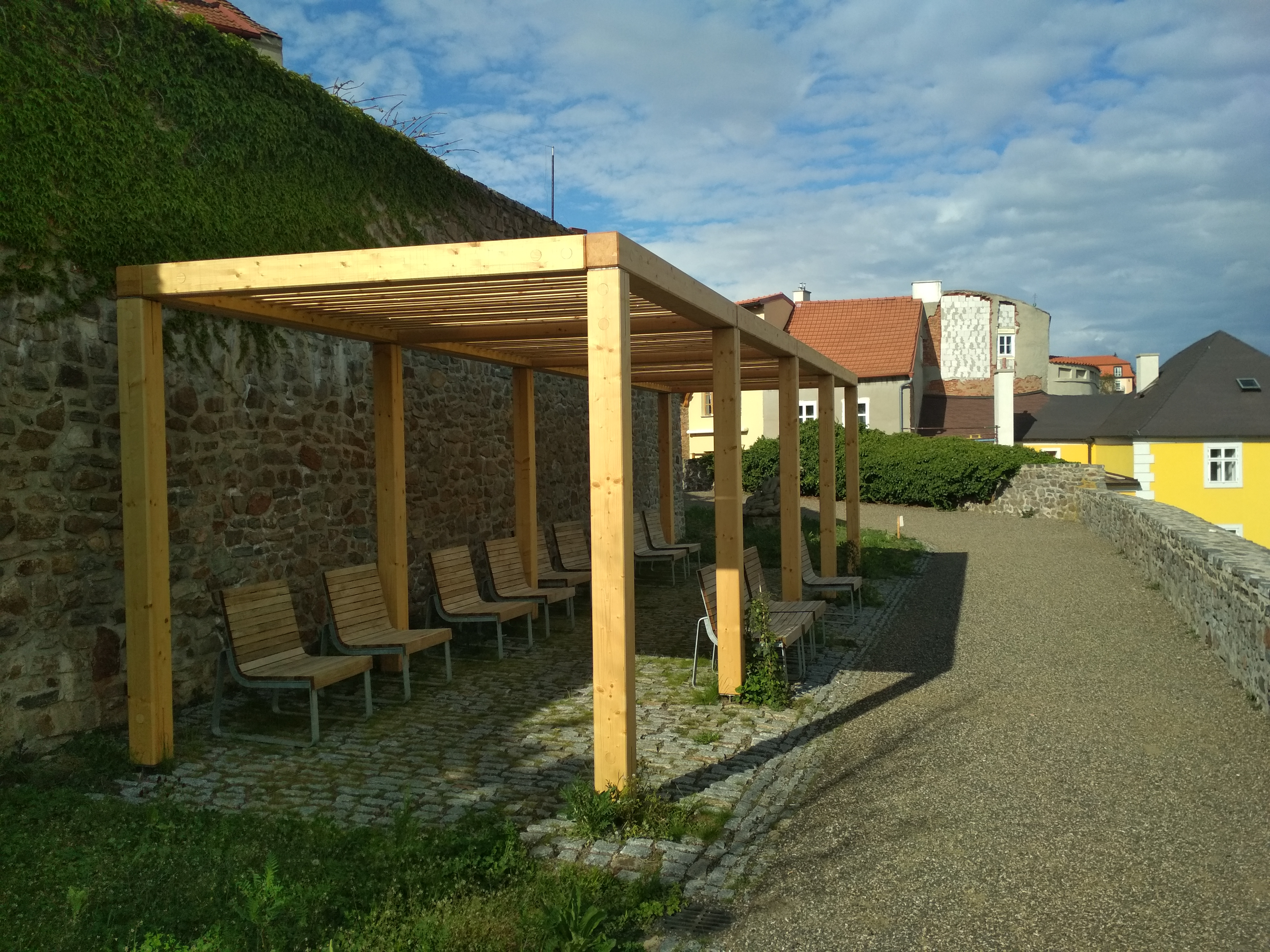
Městské opevnění po rekonstrukci v roce 2020

Důležitou roli sehrálo kadaňské městské opevnění během husitských válek, zvláště pak během obléhání města 8. září 1421 vojsky II. křížové výpravy.
Městské hradby byly pro město důležitým symbolem hrdosti. Pro kadaňské měšťany měli hradby snad až posvátný význam. Vypovídá o tom například slavnost, jež se ve městě odehrávala každým rokem okolo svátku Tří králů (6. leden), během níž kadaňský děkan žehnal branám a hradbám svěcenou vodou a kadidlem. 
Městské brány se uzavíraly kolem desáté hodiny večerní. V nočních hodinách nebylo umožněno se do města dostat. Porušení zákazu bylo exemplárně trestáno jako útok na svrchovanost města. Když v roce 1570 někdo přelezl v noci hradby a ještě se posmíval strážnému, byl z rozhodnutí kadaňské městské rady přikován železem za krk na pranýř a následně vypovězen z města na deset let. Jediná výjimka se vztahovala na Katovu branku, která zůstávala přes noc průchozí, například pro strážné. O správu hradebních úseků se starali tzv. čtvrtní hejtmani, správci jednotlivých městských částí. Staré Město bylo rozděleno na čtyři správní obvody, předměstí tvořilo celkem 9 menších čtvrtí. Každá čtvrť měla vlastní vojenský oddíl složený z měšťanů, který byl v případě ohrožení připraven na obranu svého úseku hradeb.
Dle nařízení města z roku 1579 si měšťané udržovali strážní oddíl čítající několik desítek mužů. Tři hlídali na mostě přes řeku Ohři. Další tři drželi stráž na Žatecké bráně. Dvou mužná ostraha byla na věži Hrnčířské branky. Po jednom pak byla střežena také Katova a Luční branka. Posádka velkých městských bran Prunéřovské a Svaté čítala po třech mužích. Prunéřovská a Svatá branka, po nich následující, měli po dvou strážích. Jeden další strážný spravoval Vodní bránu a dalších devět měl k dispozici rychtář.
Počátkem 19. století ztratilo opevnění svůj význam, v roce 1820 bylo zrušeno nařízení o uzavírání bran. Postupně docházelo k asanaci některých úseků, nejvýrazněji však po návštěvě nejvyššího českého purkrabího hraběte Karla Chotka z Chotkova a Vojnína 20. srpna 1831, který v Kadani inicioval vznik okrašlovacího spolku. Ten prosazoval zakládání sadů a parků na úkor historického opevnění. Jako poslední byla v roce 1906 zbořena Prašná věž v rámci prací pro nezaměstnané.
V roce 2019 nechalo město provést rekonstrukci hradeb dle studie od architektonické kanceláře Petra Uhlíka z roku 2016. Za několik měsíců prošly rekonstrukcí dva z pěti úseků hradeb, náklady čítaly 15,4 milionu korun. Byla vystavěna kašna, lavičky, dřevěná pergola, štětová dlažba a vznikl zcela nový odvodňovací systém.

## Fotogalerie

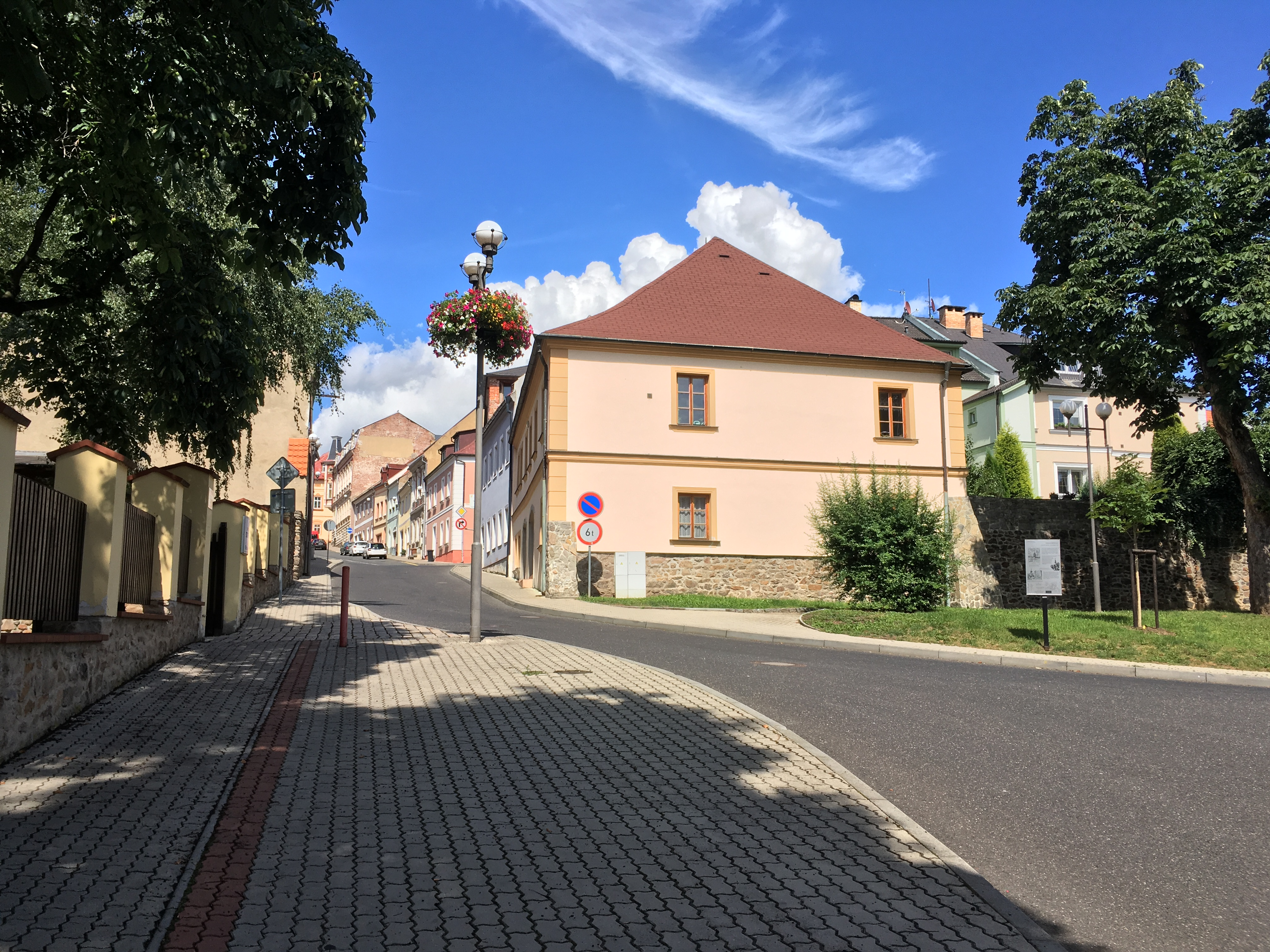
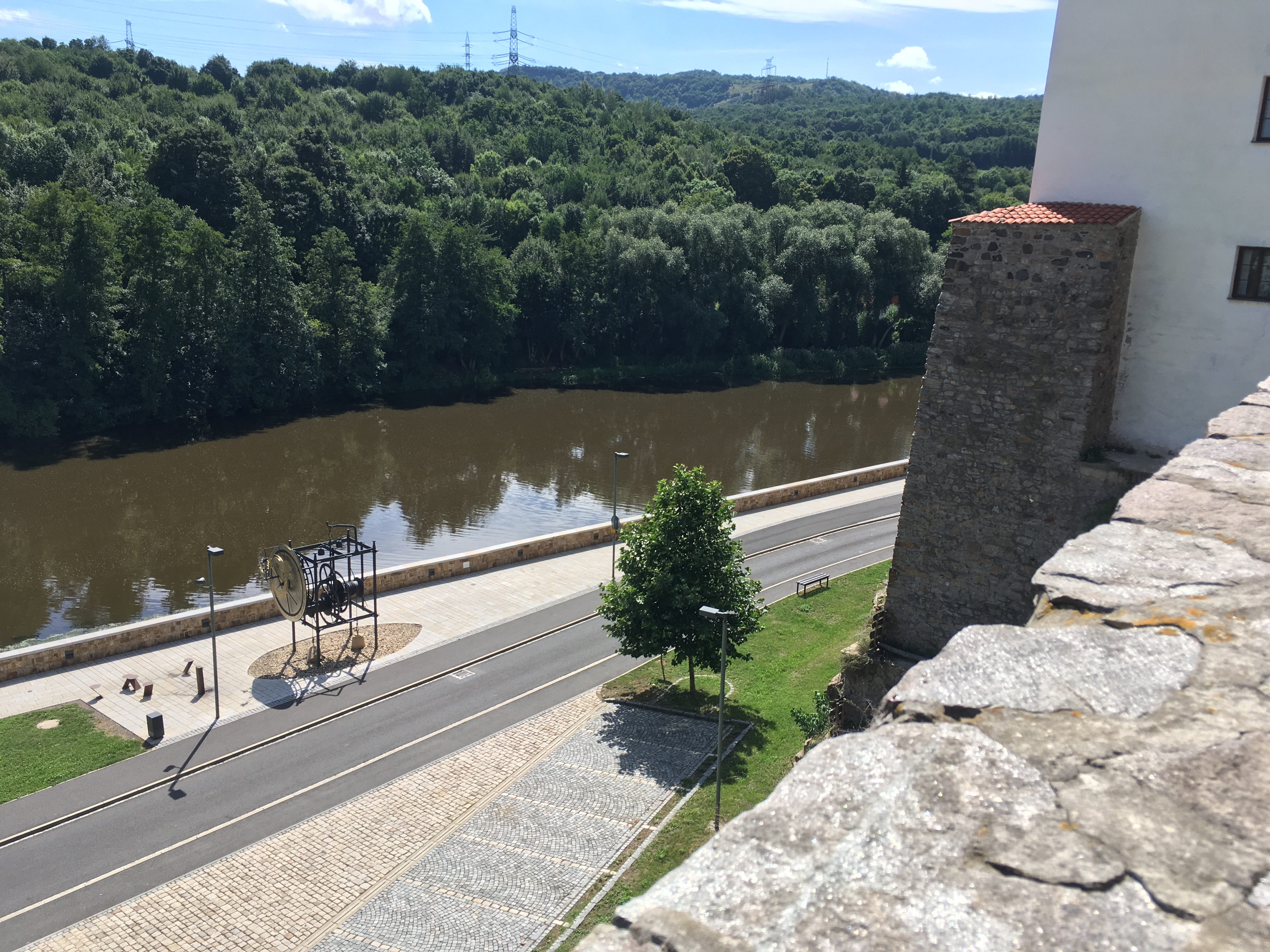
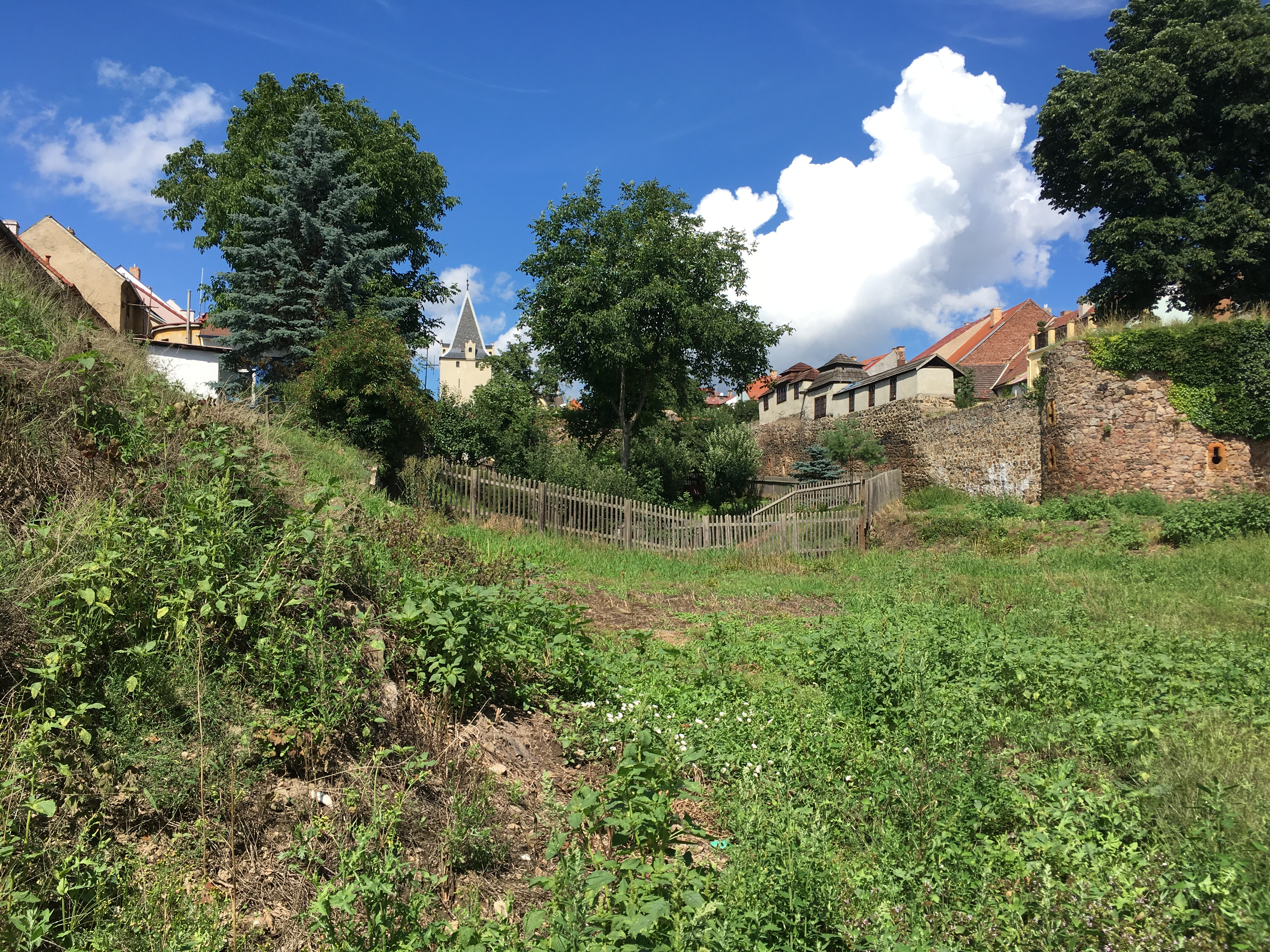
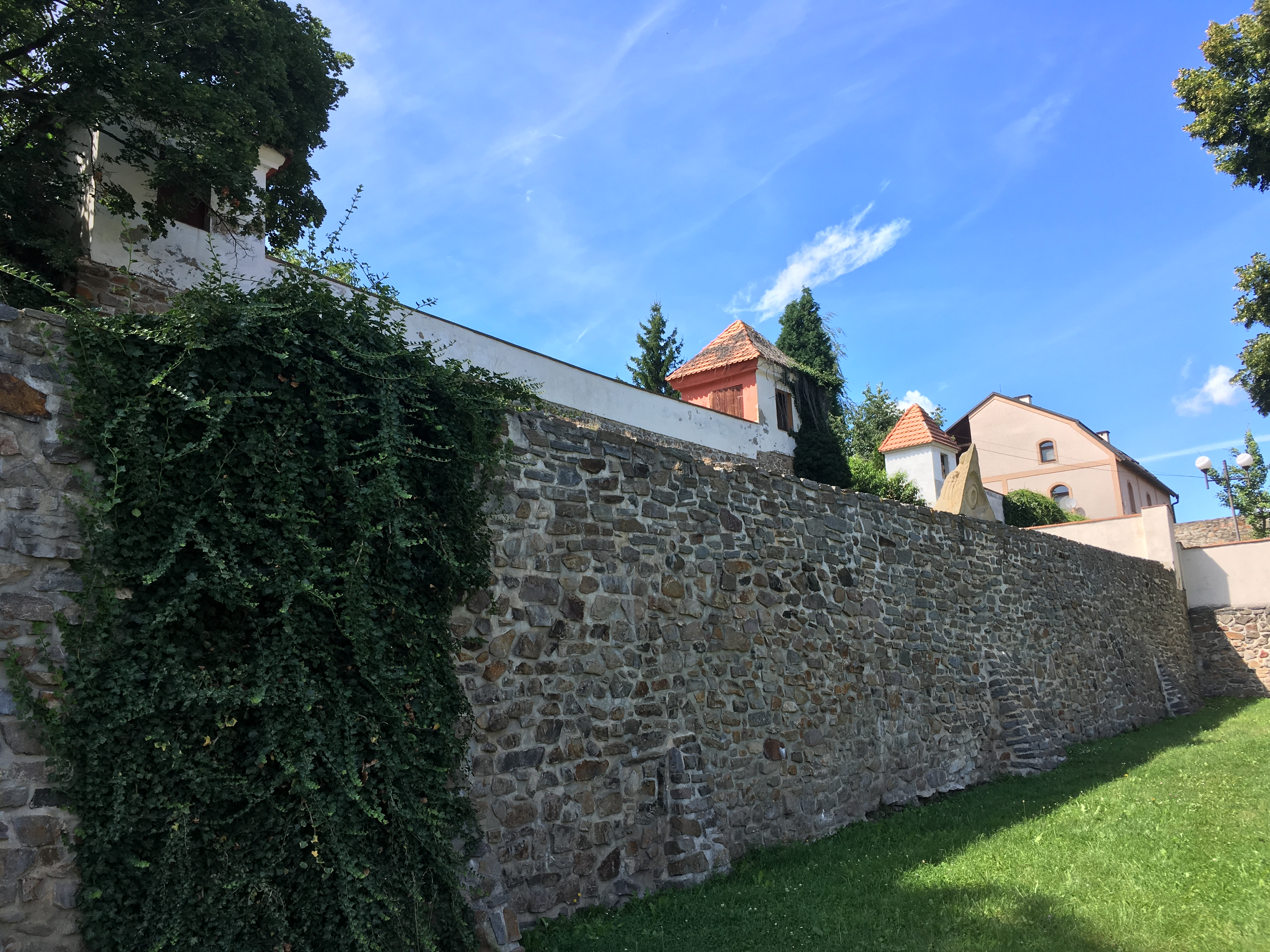
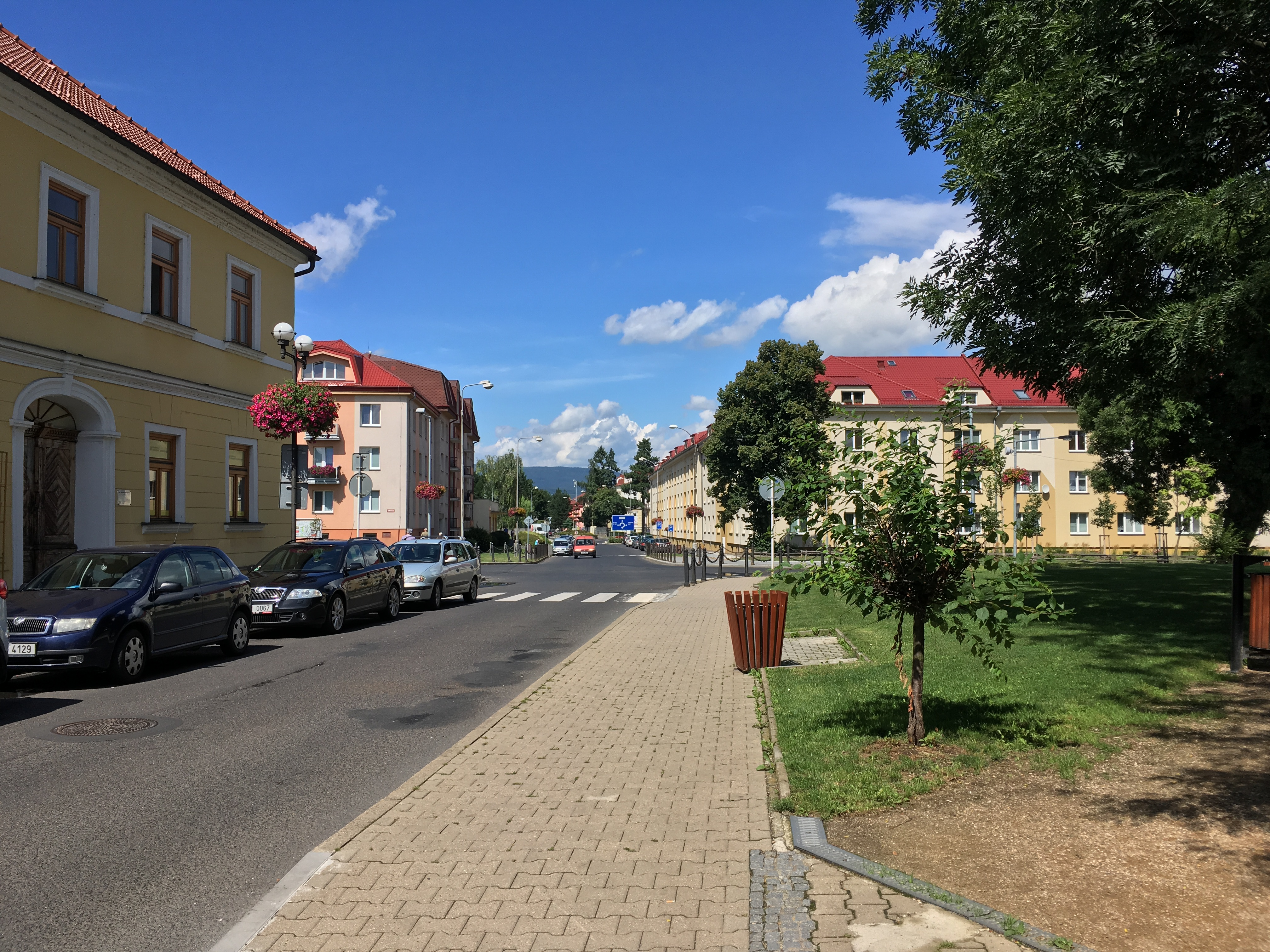
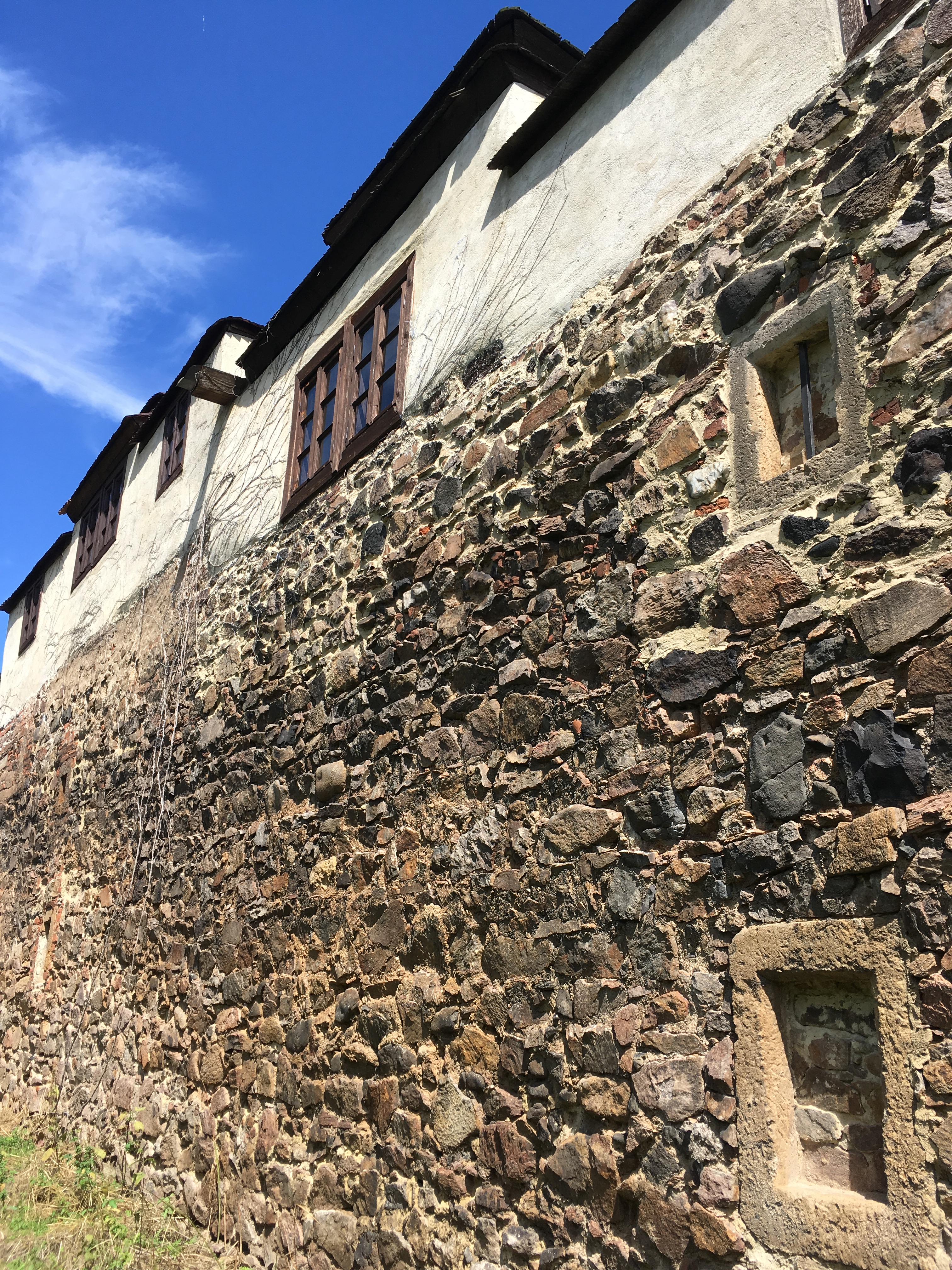
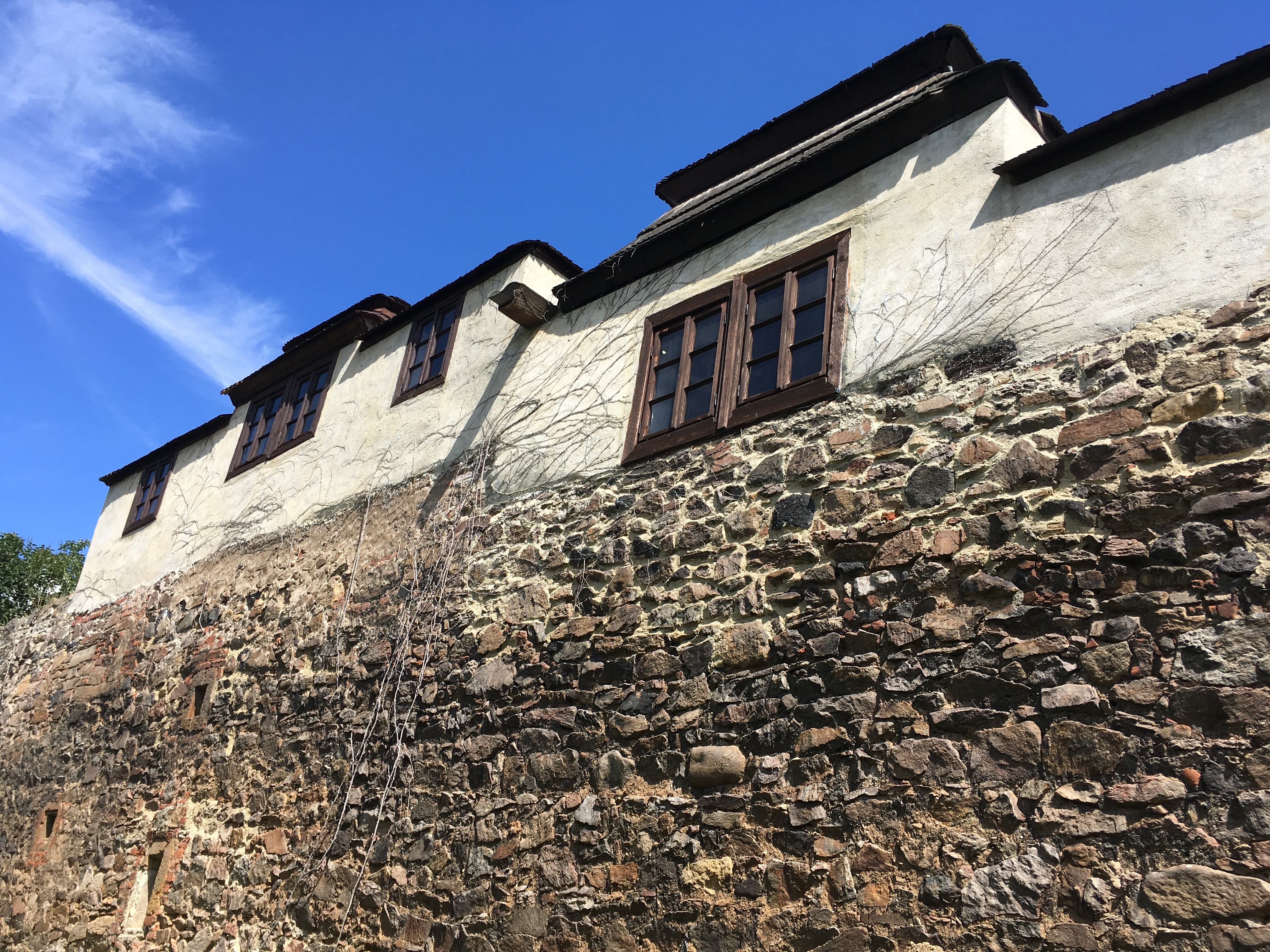
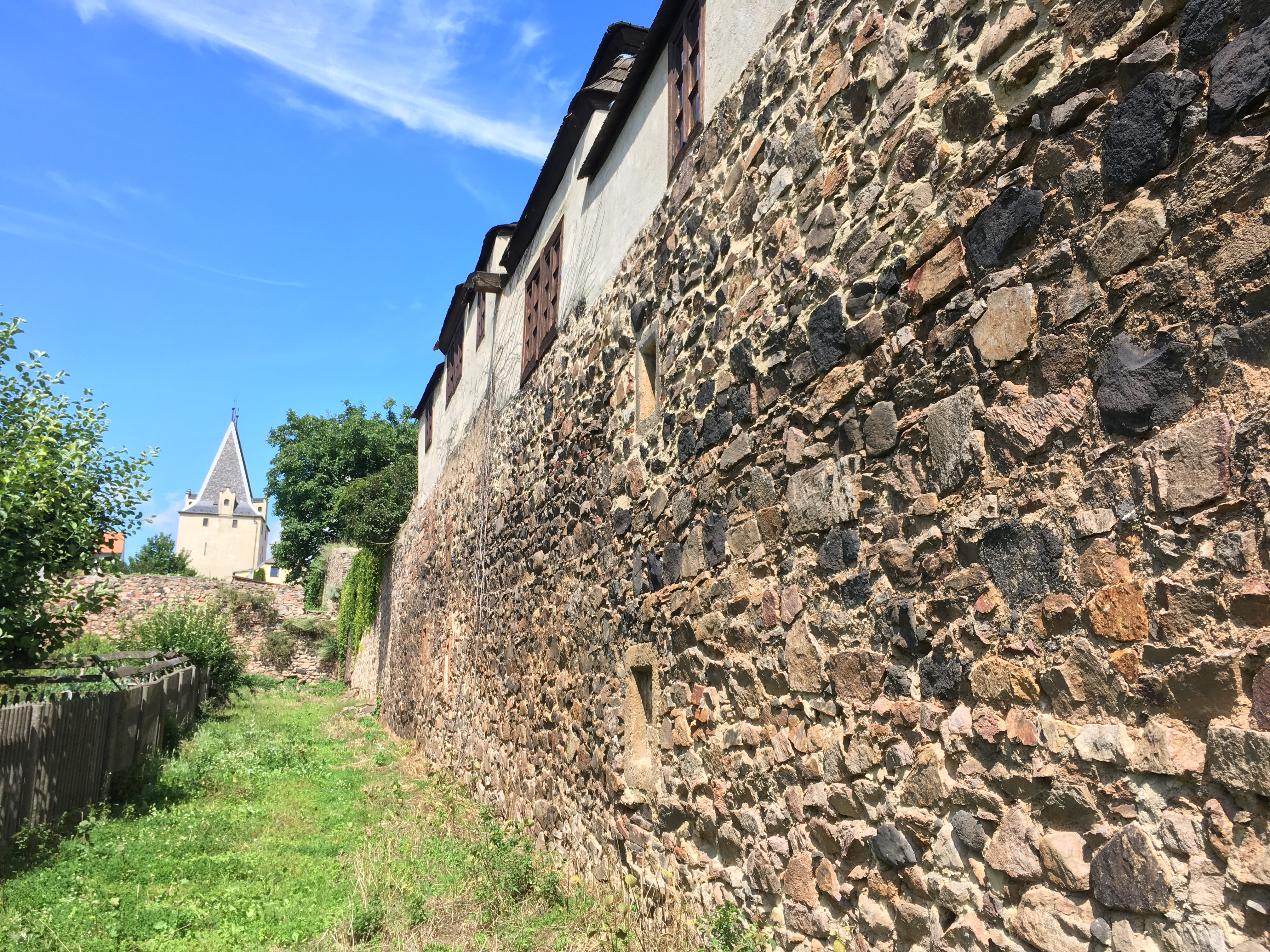
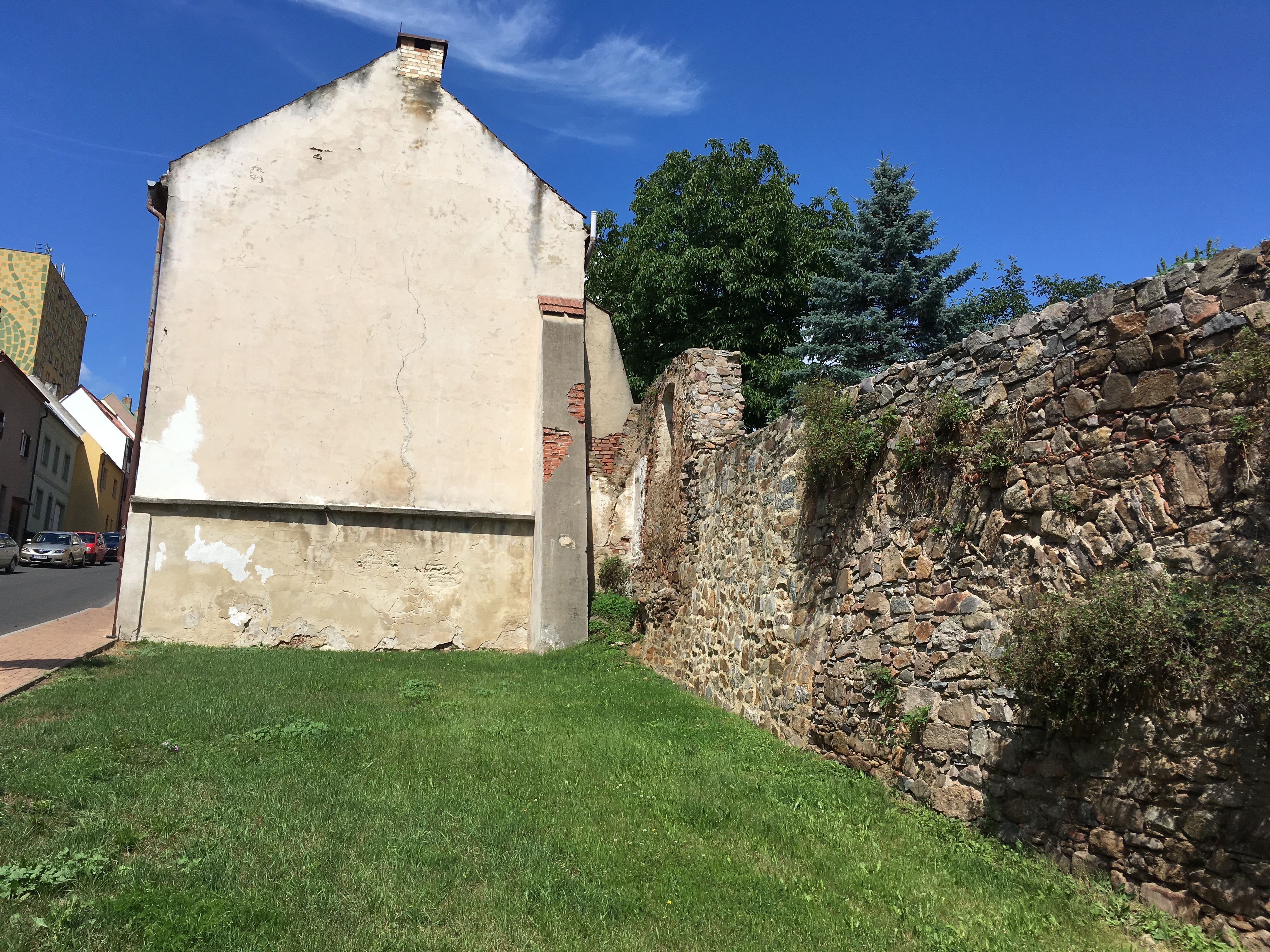
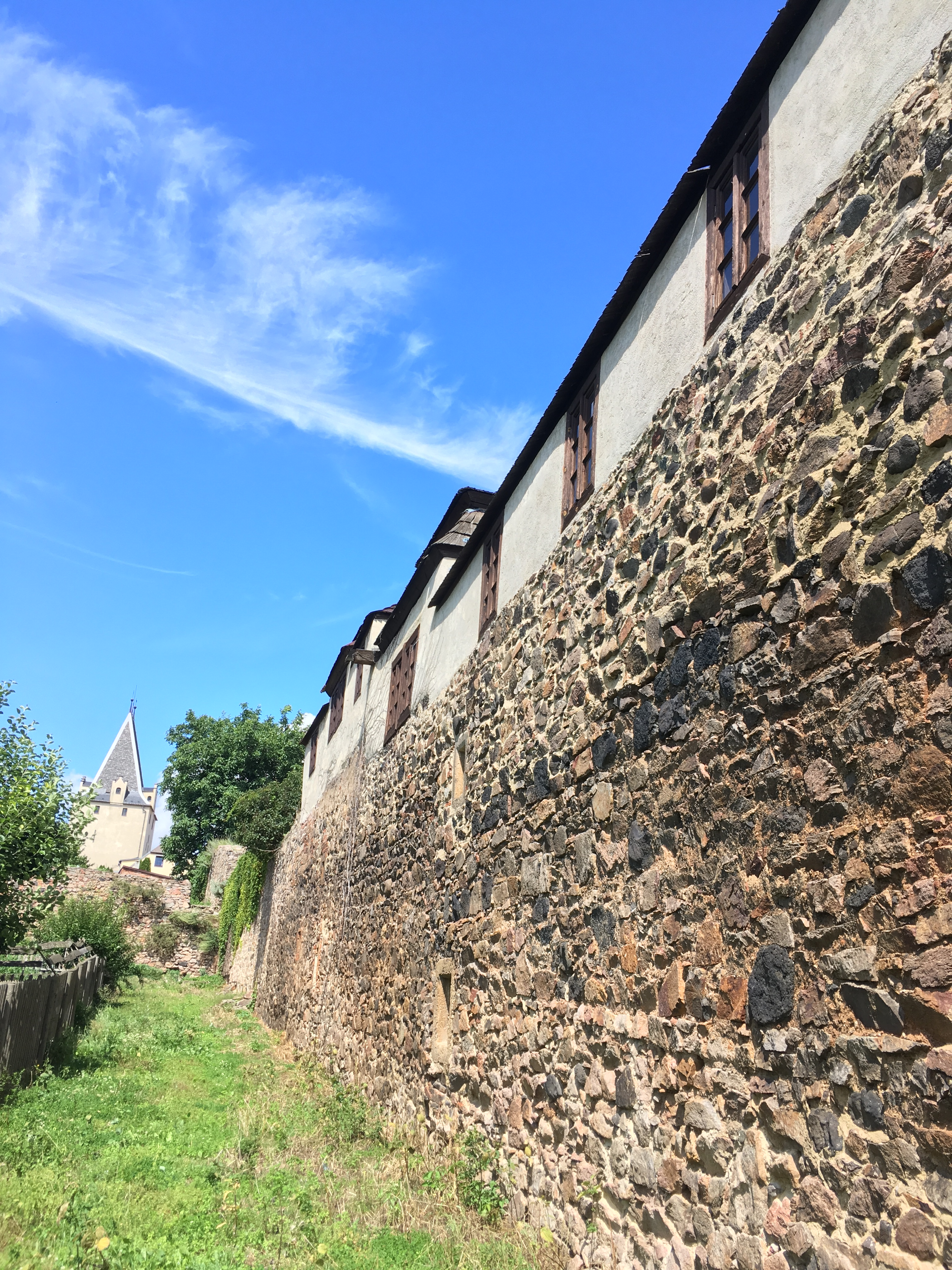
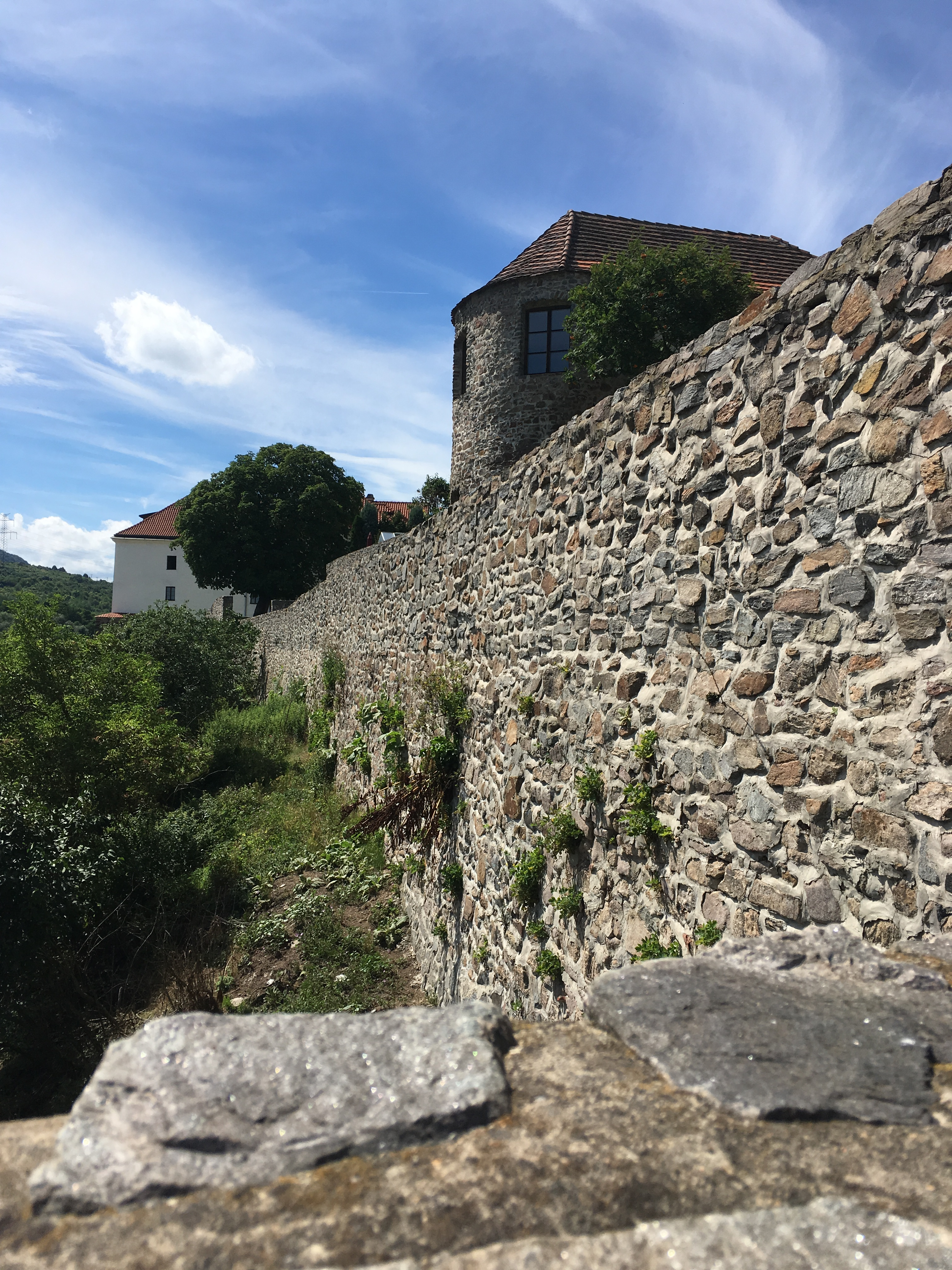
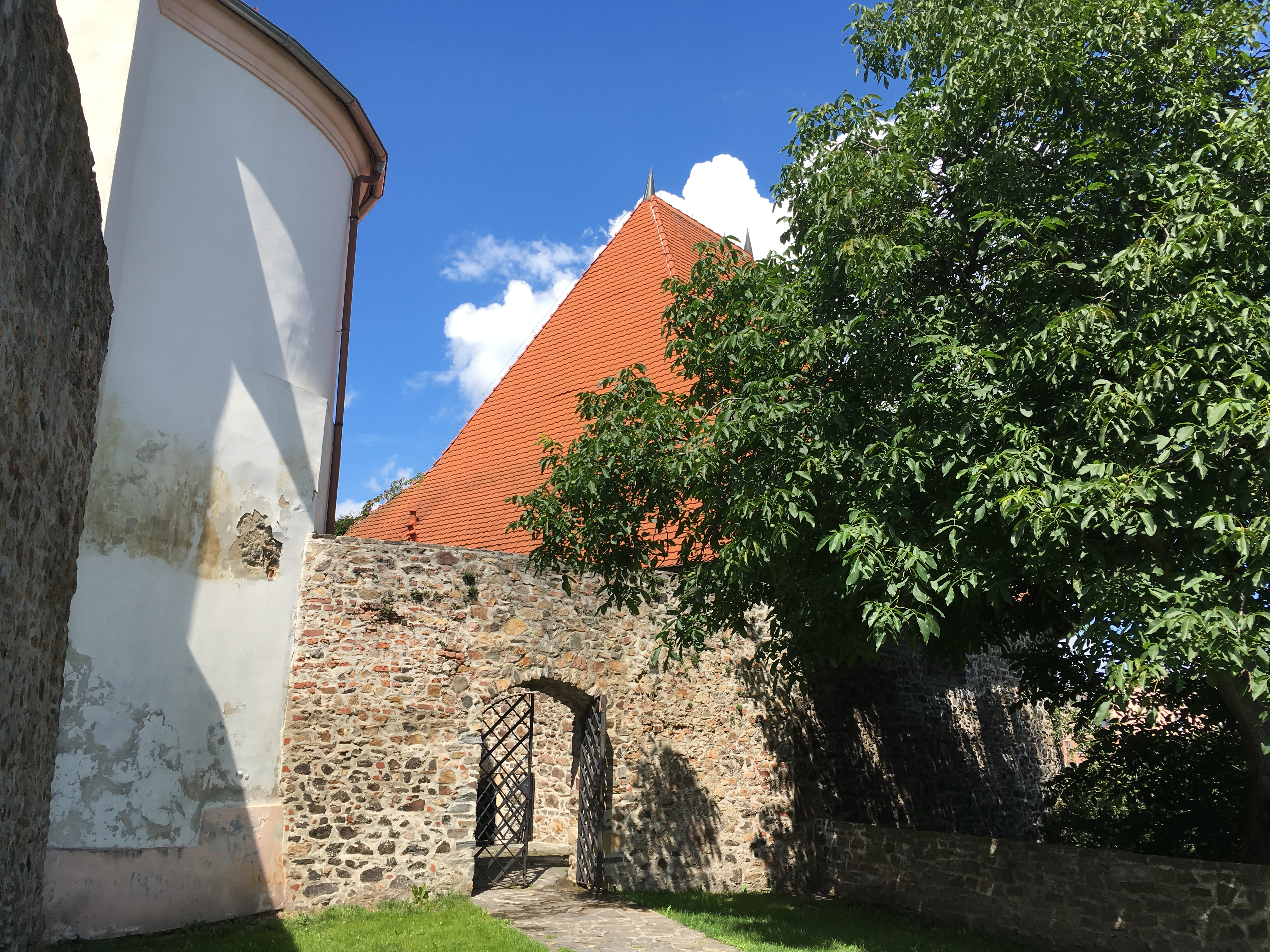
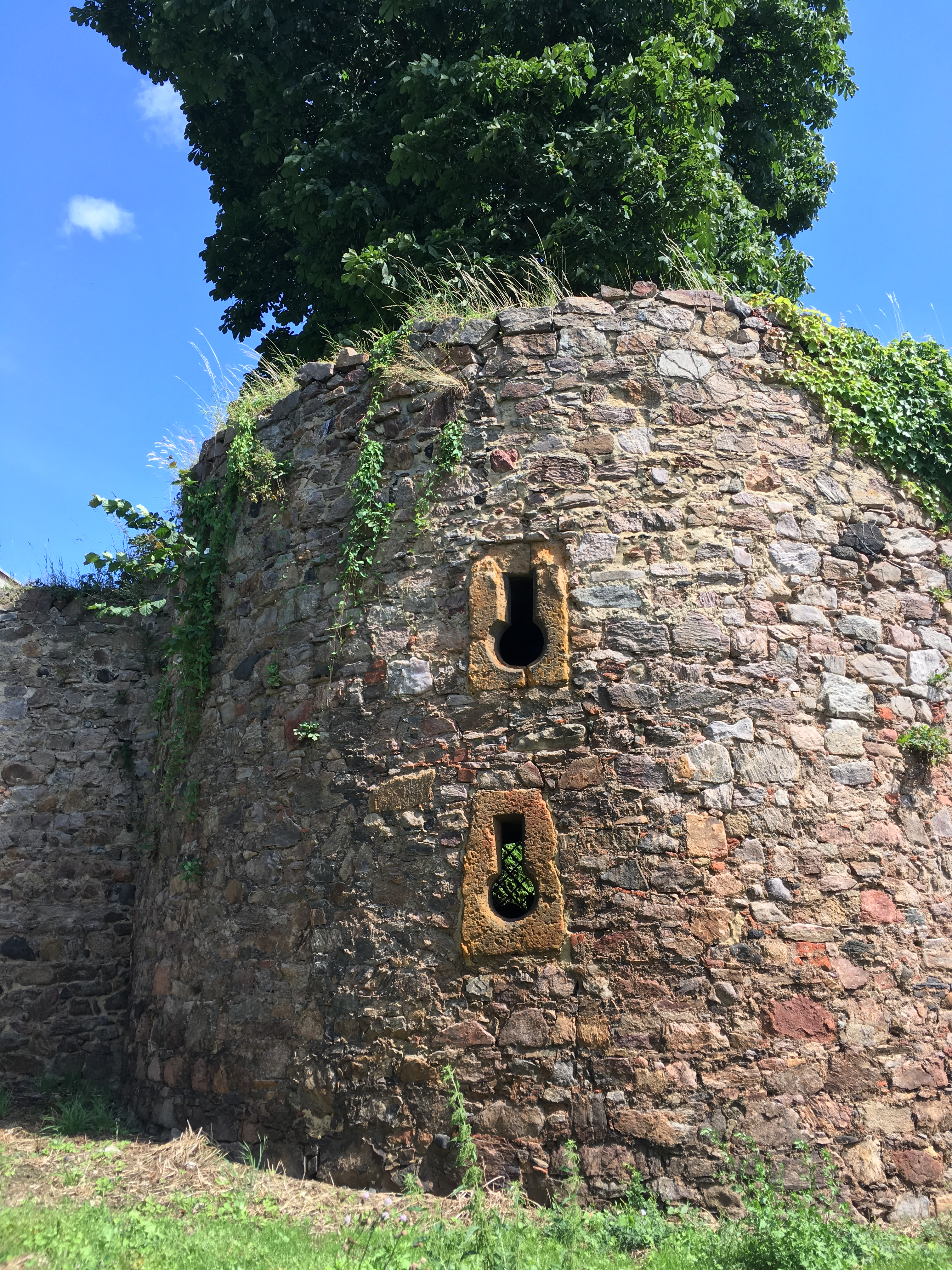
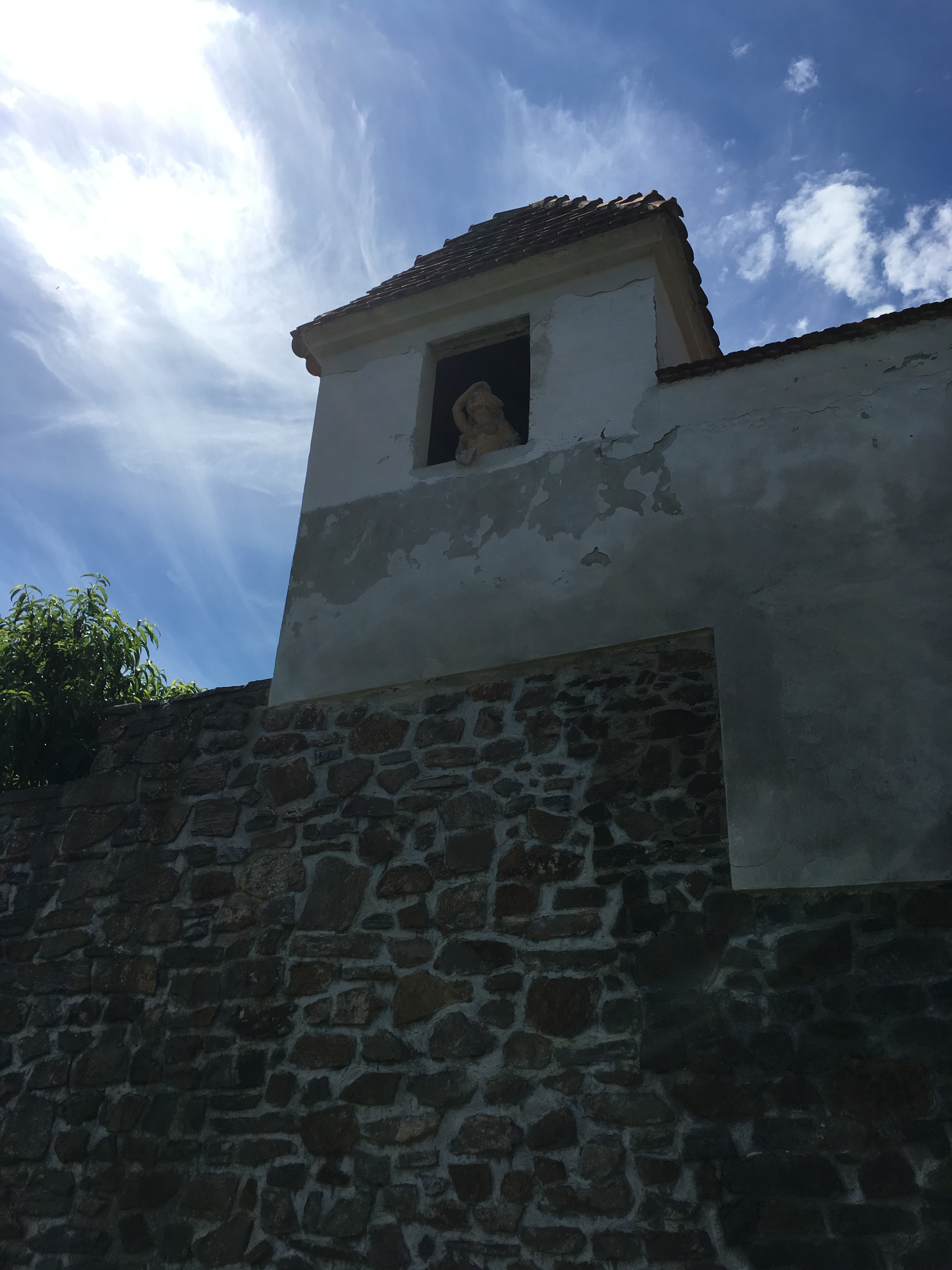
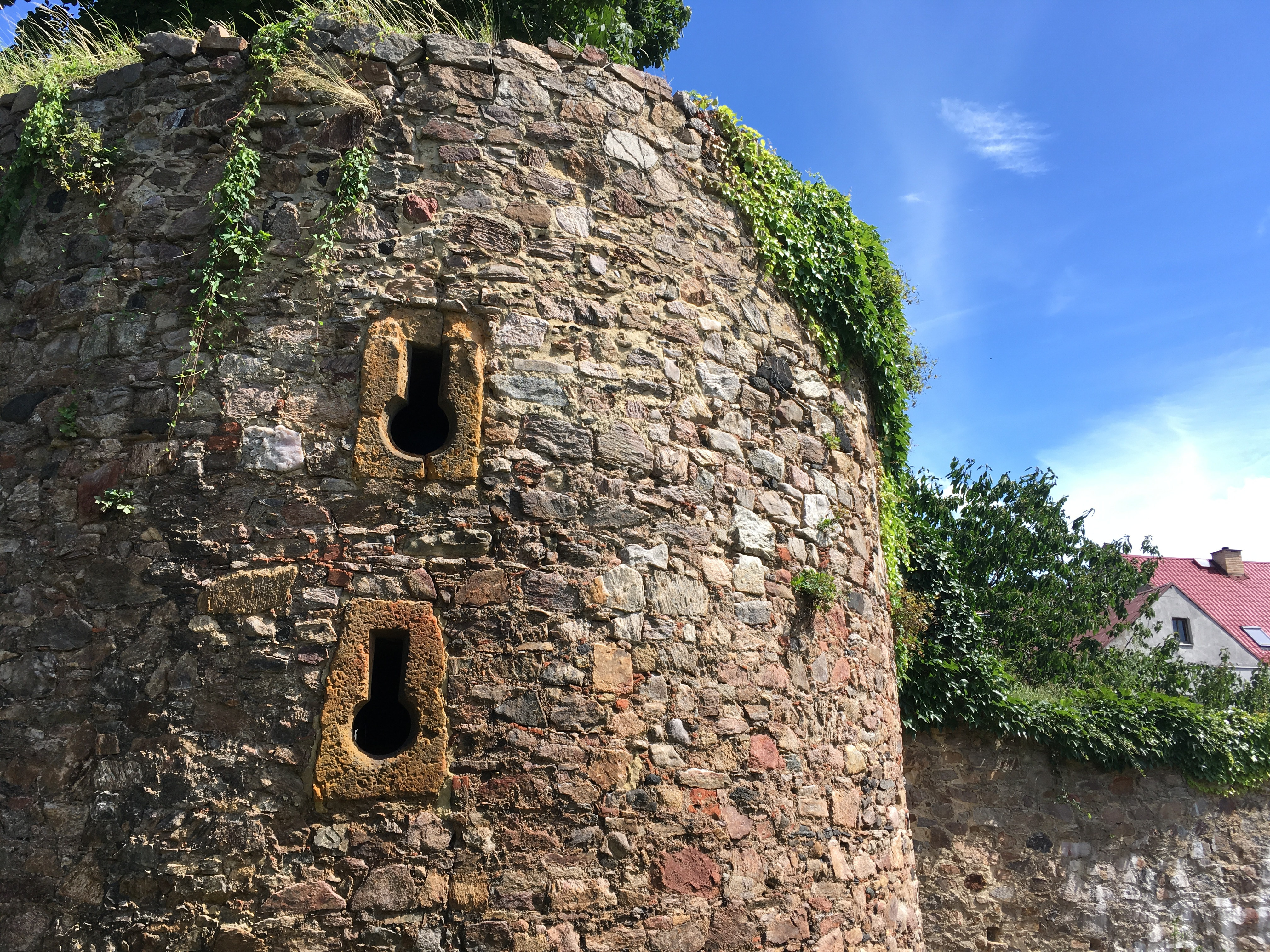
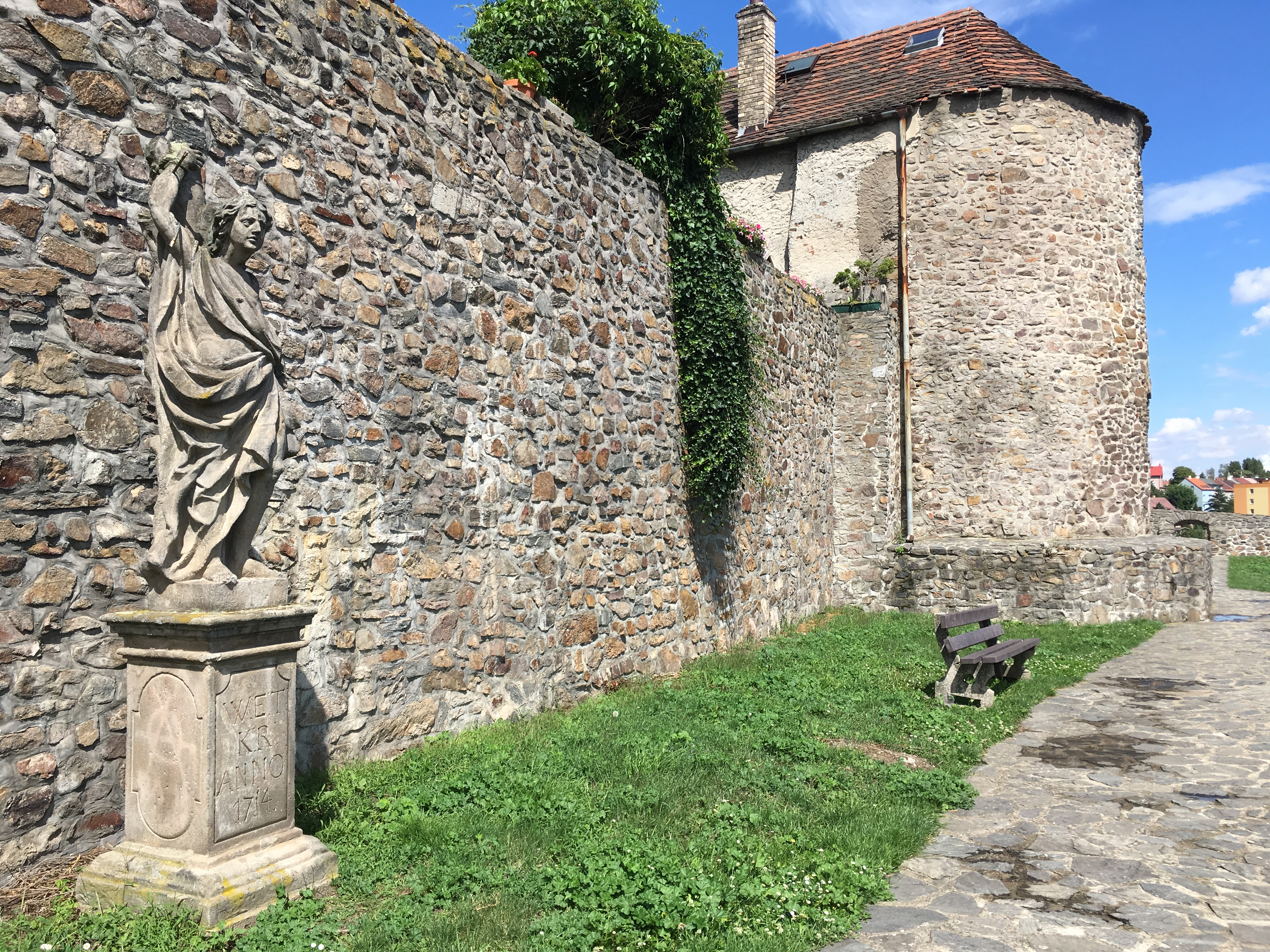
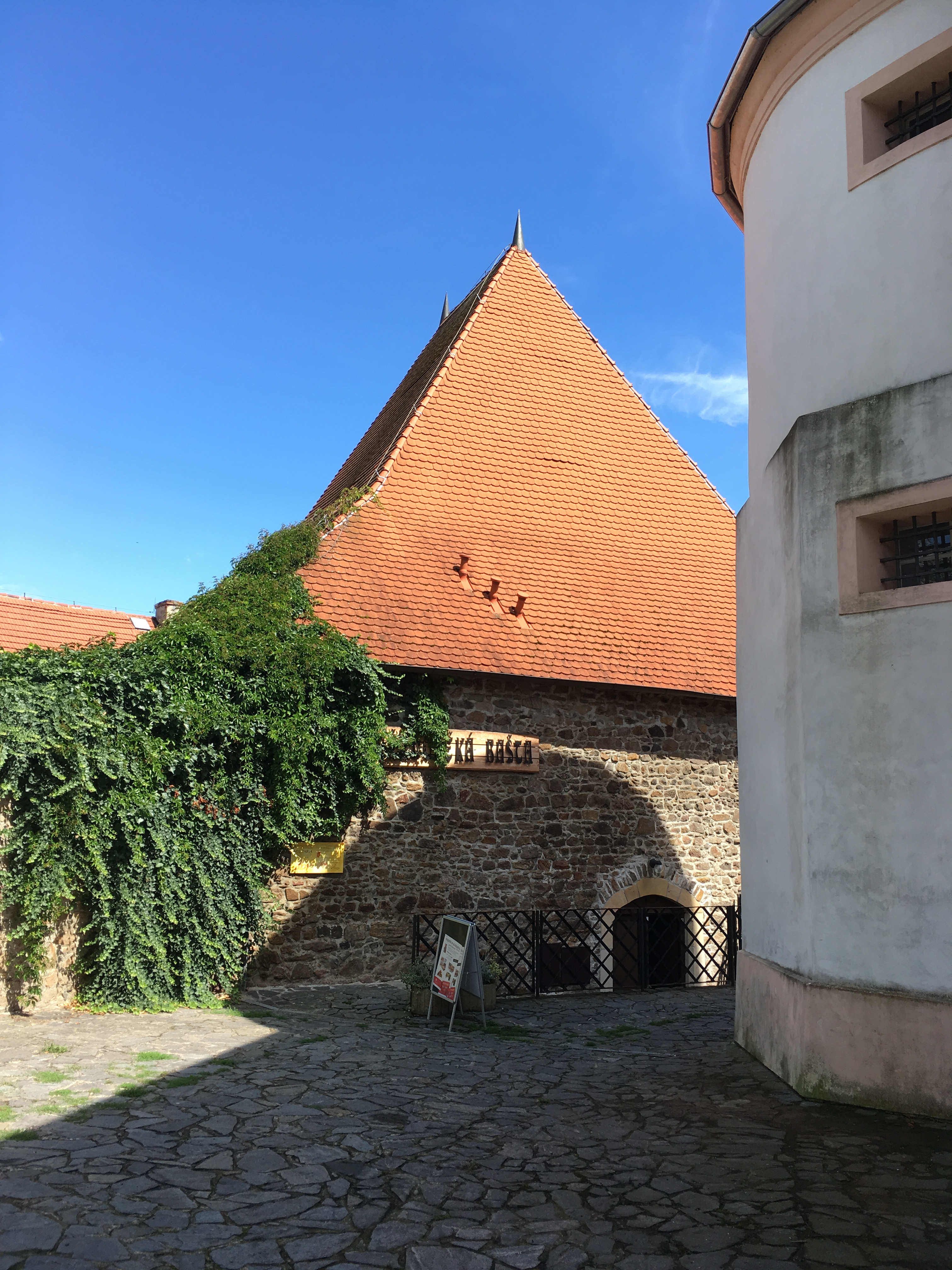
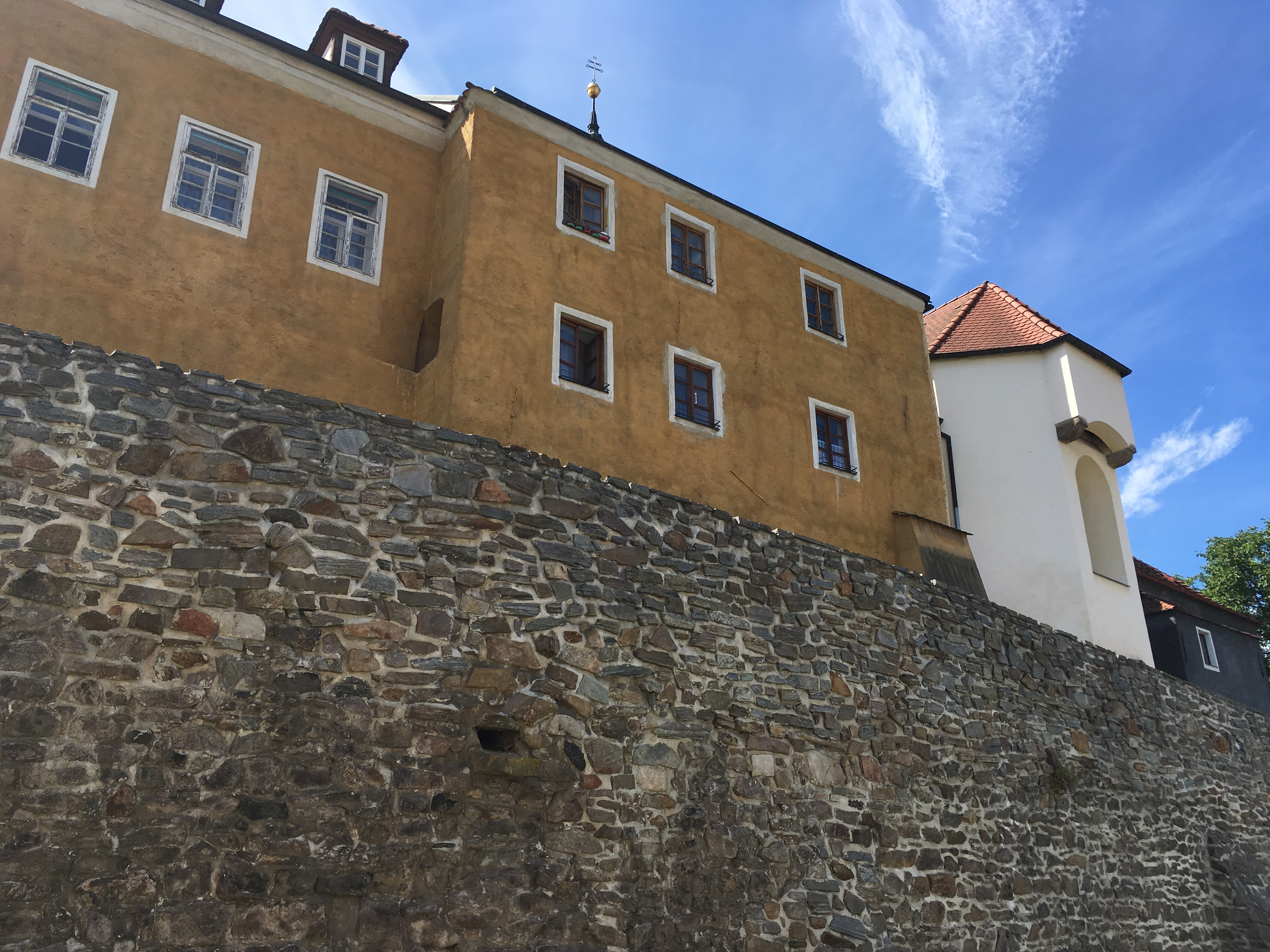
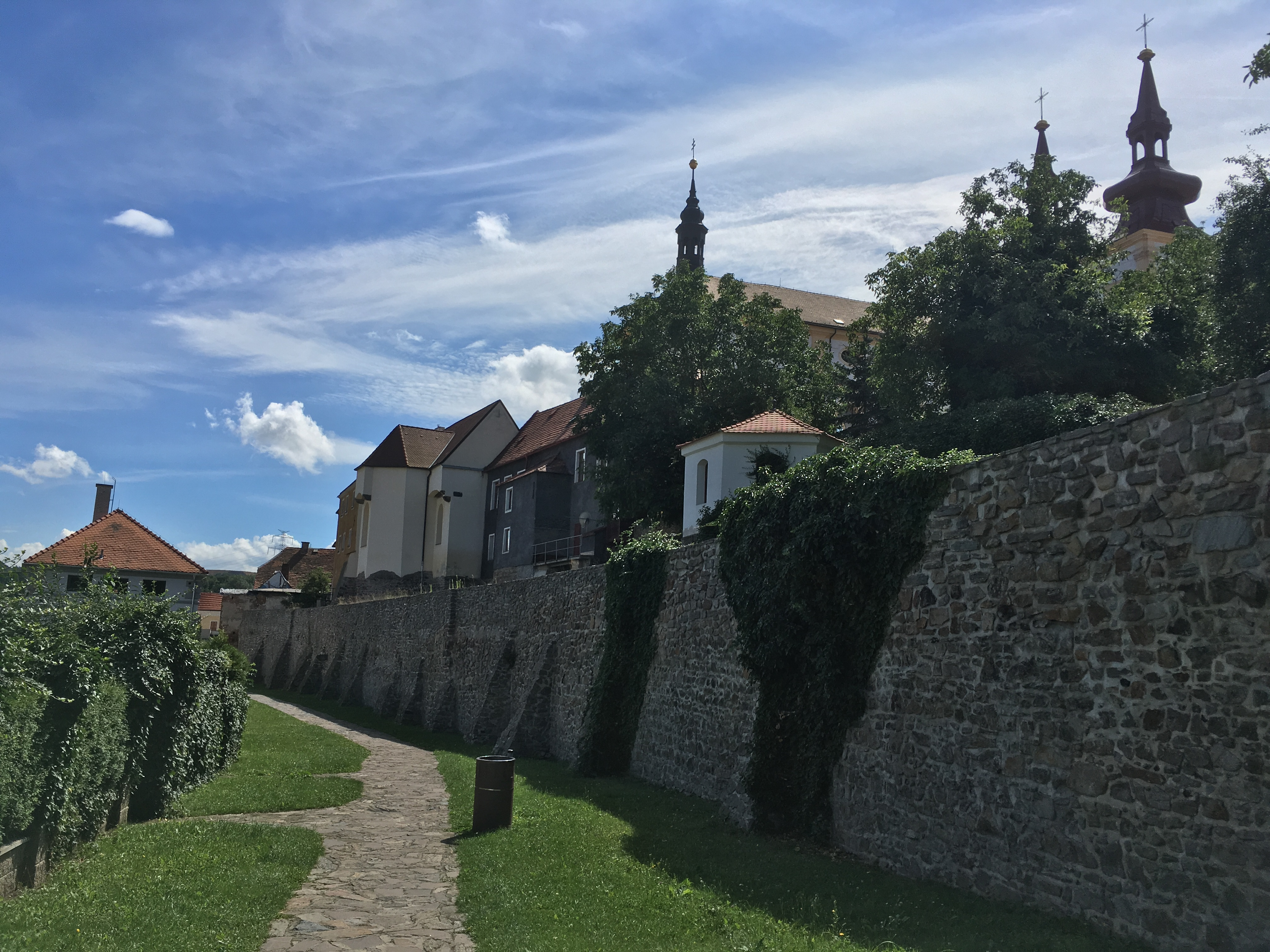
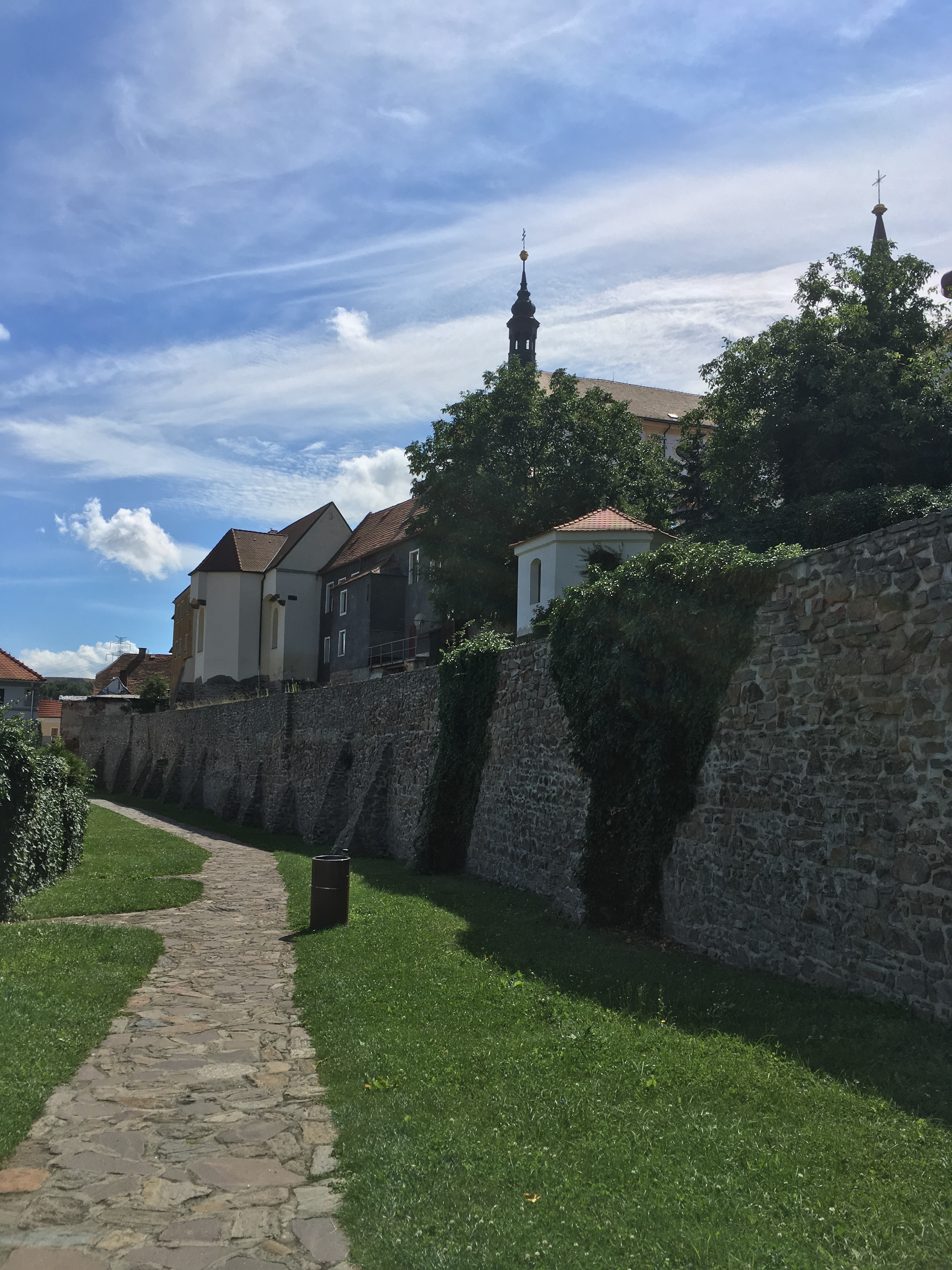
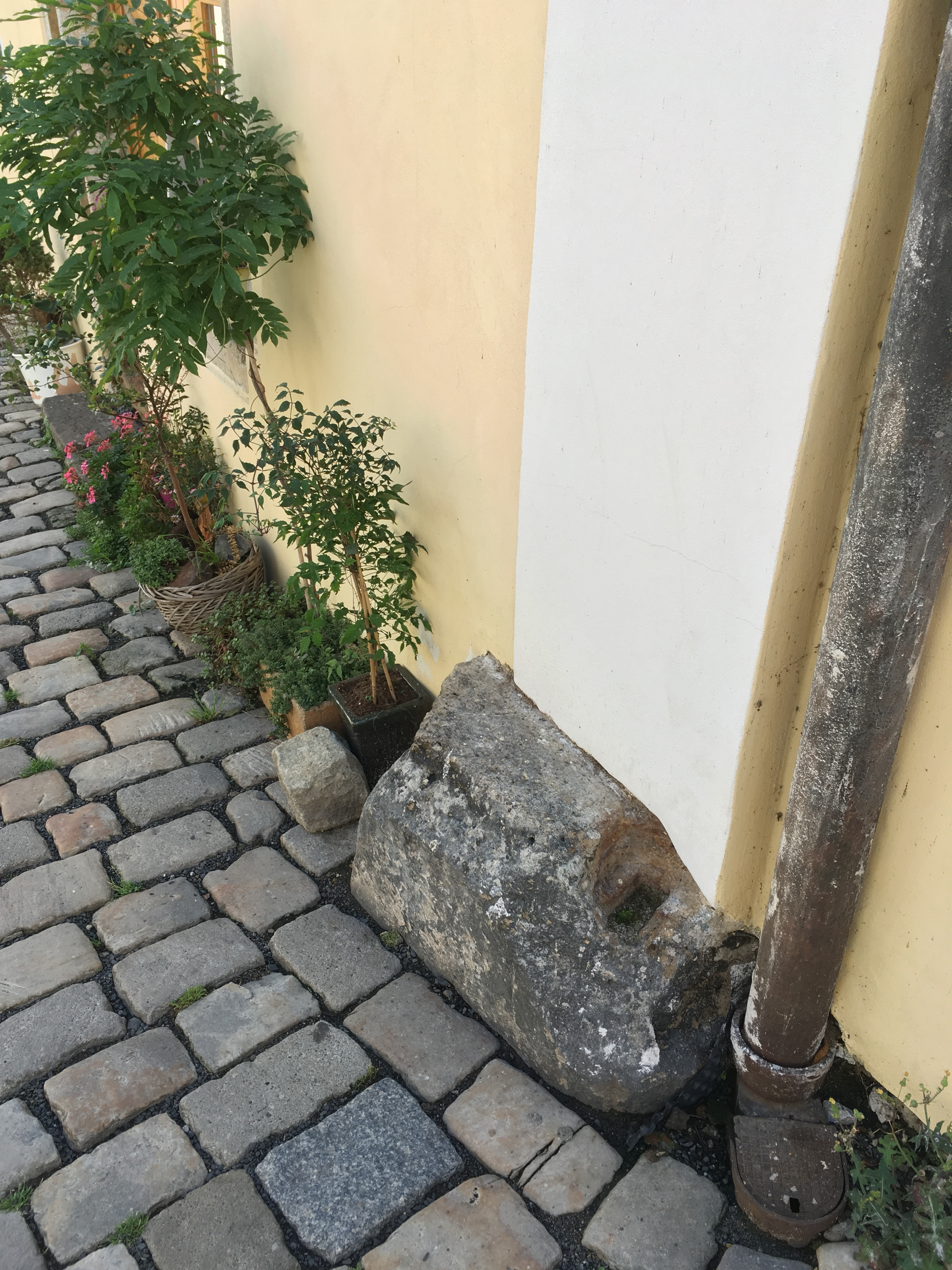
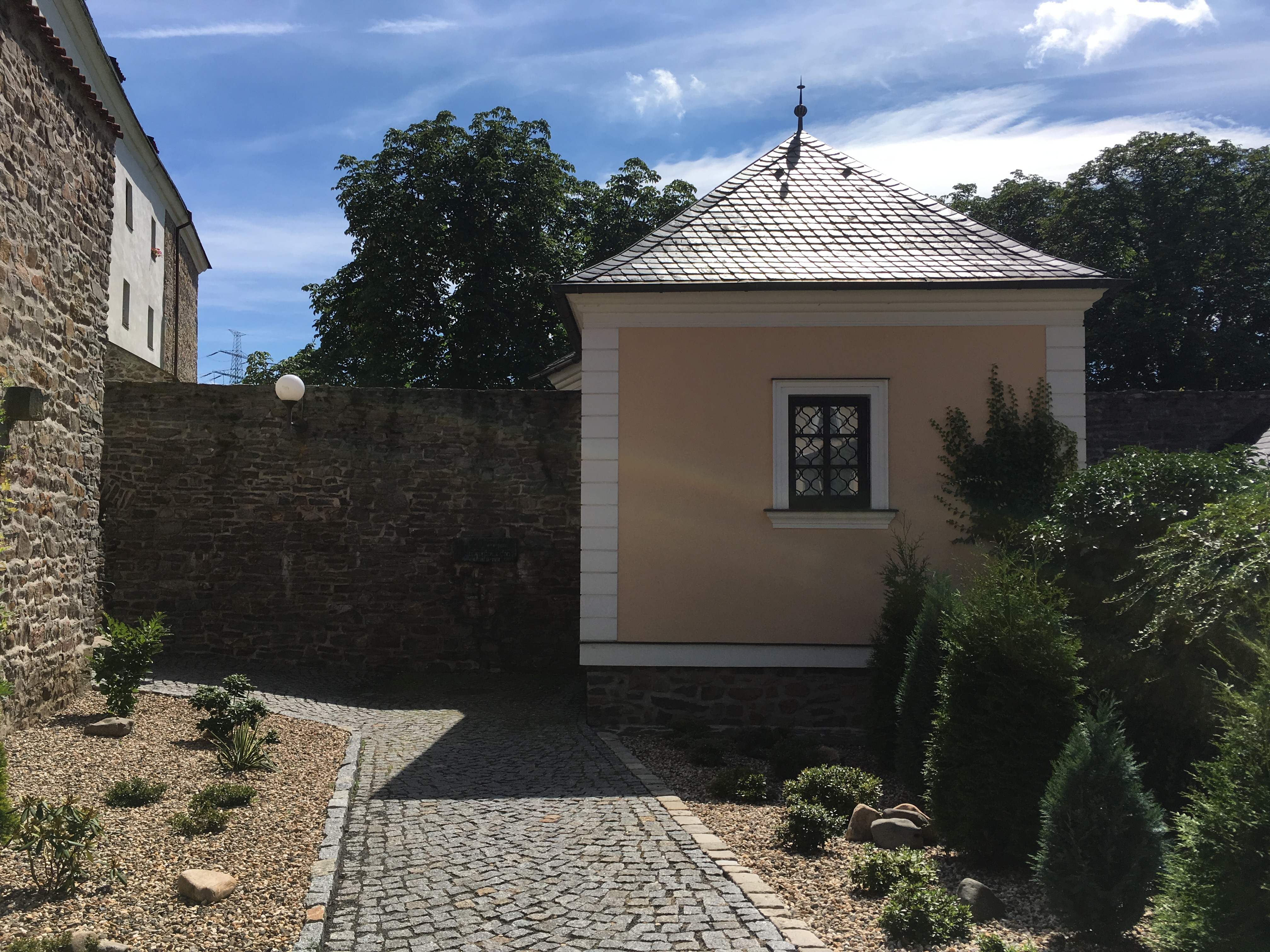
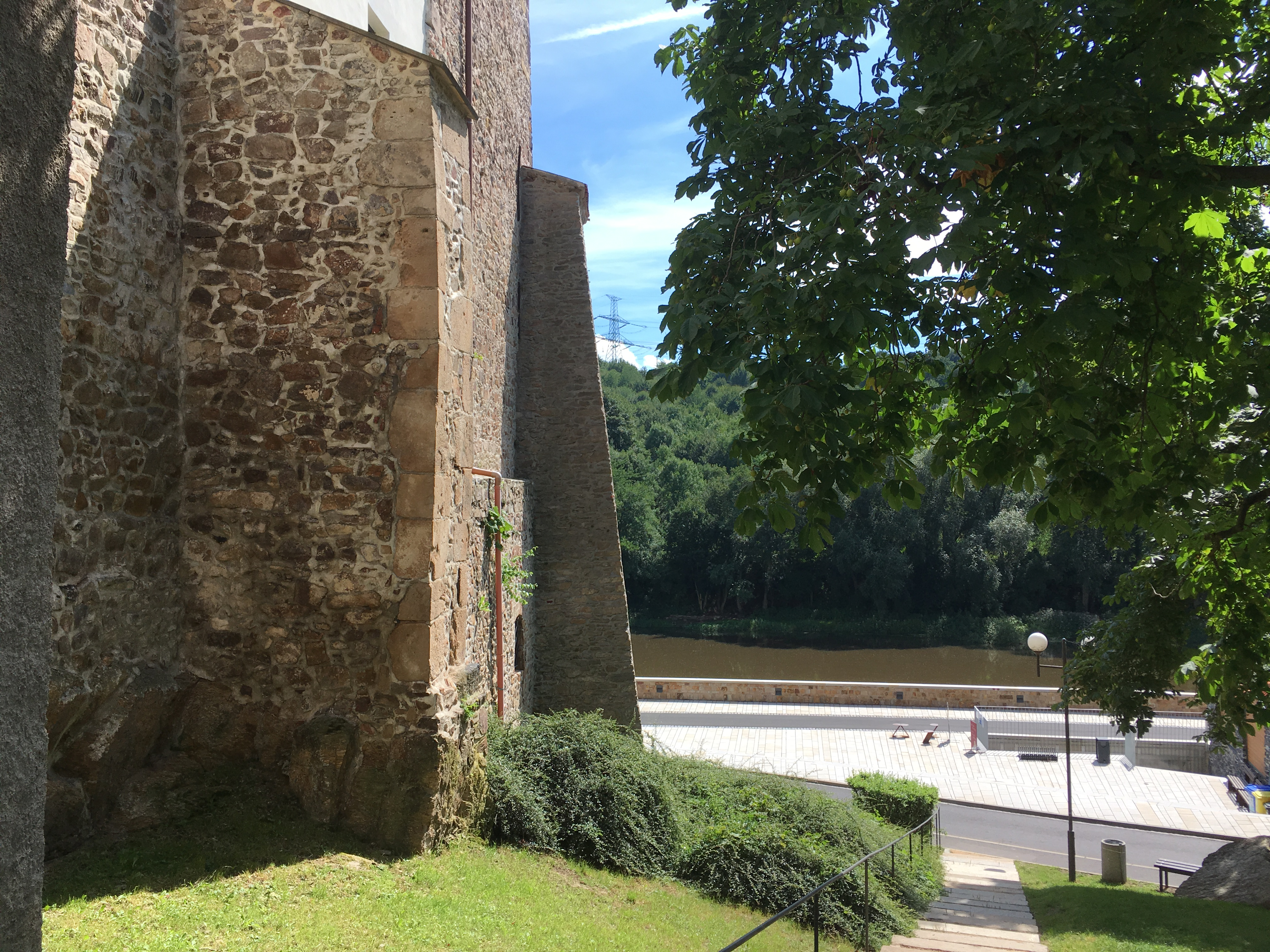
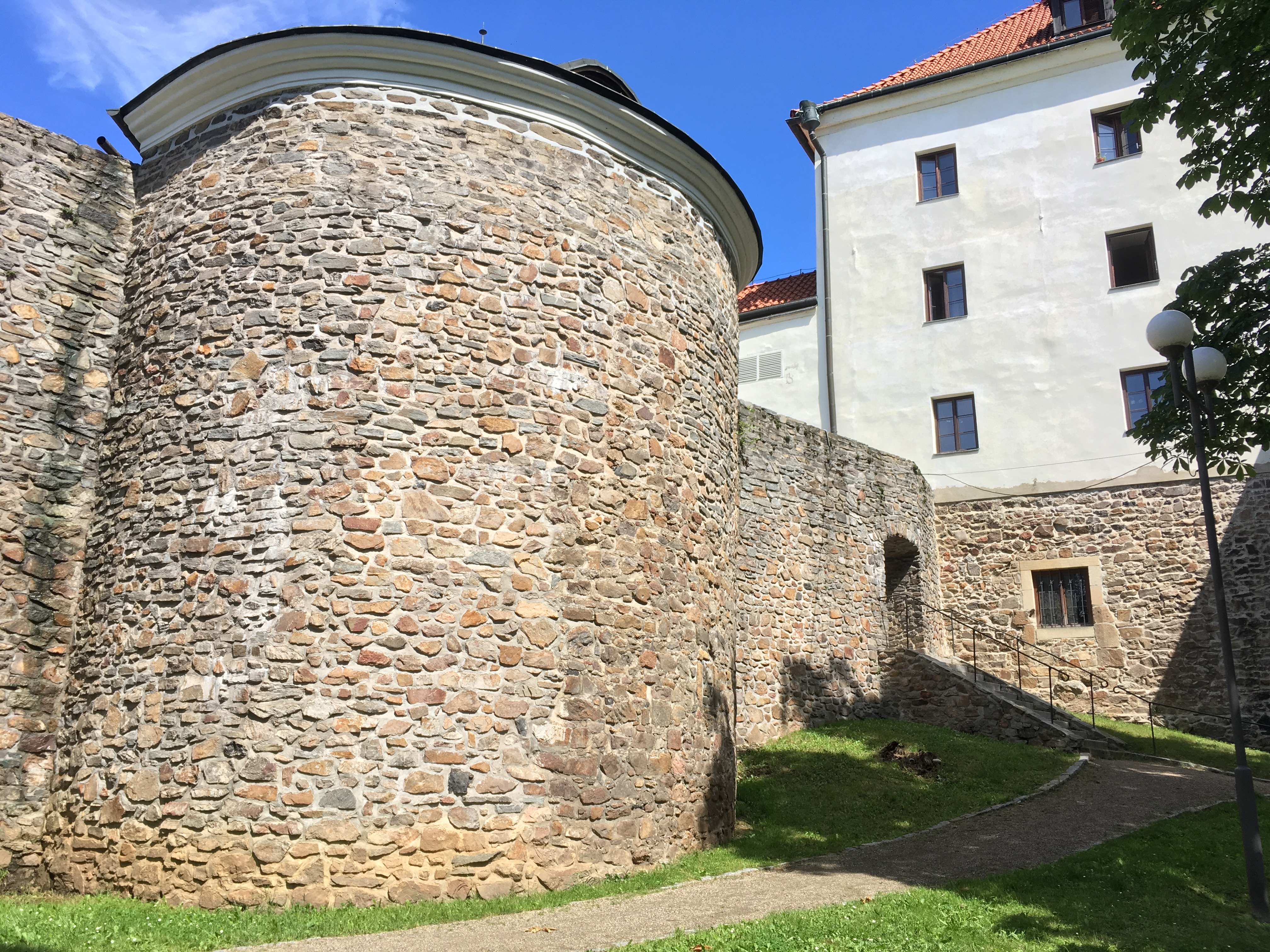